# Star Gear/EBiDAY EBiNAI/Burn!
「Star Gear/EBiDAY EBiNAI/Burn!」（スター・ギア/エビデイ・エビナイ/バーン!）は、超特急の8枚目のシングル。2014年11月12日にSDR（スターダスト音楽出版）から発売された。

## 概要
前作「Believe×Believe」以来約5か月ぶりのシングルで、2014年第3弾シングル。またグループとしては初の複数のA面曲を擁したシングルである。
「Star Gear」は、テレビ東京系テレビドラマ『甲殻不動戦記 ロボサン』エンディングテーマ。楽曲のテーマは『アンドロイド』で、ビジュアルも近未来を思わせるものに仕上がっており、中でも特徴的なのは各メンバーのイメージカラーに合わせた鬘で、ビジュアル内の強烈なアクセントとなっている。
「EBiDAY EBiNAI」は、テレビ朝日系『musicる TV』内の企画「ミリオン連発音楽作家塾」から多田慎也によって選出されたヒロキ、ツカダタカシゲの2人のデビュー作とも言える楽曲で、歌詞は「全世代誰もが共感できる歌詞」「自分を主人公として投影できるような歌詞」、「闇から光」といった超特急スタッフ側の要望を基にヒロキが制作。また楽曲内のダンスパート振付はヒャダインからの『試練』として、メンバー自身によって製作期間わずか1日で考案、マスターされた。ミュージックビデオもこれを基に、超特急のファンを指す『8号車』をフィーチャー。矢野優花らが出演するドラマパートと、超特急のライブ映像パートを織り交ぜた作品となった。
そして3つ目のタイトル曲である「Burn!」は、「Believe×Believe」に代わる形で、テレビ東京系テレビアニメ『遊☆戯☆王ARC-V』オープニングテーマに起用された。
各タイトル曲をそれぞれフィーチャーした『ロボサン盤』『musicる盤』『遊☆戯☆王 ARC-V盤』の3形態で発売され、初動売上は約3.8万枚を記録。シングル4作連続で自己記録を更新した。

## 収録曲
各形態ごとに作品タイトルが異なる（収録順）。
ロボサン盤『Star Gear/EBiDAY EBiNAI/Burn!』
1. Star Gear [4:03]
作詞：古屋真 / 作曲：Harry Karkland / 編曲：Nick Richards
2. EBiDAY EBiNAI
3. Burn!
4. Star Gear（Instrumental）

musicる盤『EBiDAY EBiNAI/Burn!/Star Gear』
1. EBiDAY EBiNAI [5:00]
作詞：ヒロキ / 作曲：ヒロキ、ツカダタカシゲ、多田慎也 / 編曲：生田真心
2. Burn!
3. Star Gear
4. EBiDAY EBiNAI（Instrumental）

遊☆戯☆王 ARC-V盤『Burn!/Star Gear/EBiDAY EBiNAI』
1. Burn! [3:51]
作詞：Kabashima Kenji / 作曲：Kabashima Kenji、APAZZI / 編曲：APAZZI
2. Star Gear
3. EBiDAY EBiNAI
4. Burn!（Instrumental）

## タイアップ
| 曲名          | タイアップ                                                  |
| ------------- | ----------------------------------------------------------- |
| Star Gear     | テレビ東京系『甲殻不動戦記 ロボサン』エンディングテーマ     |
| EBiDAY EBiNAI | テレビ朝日系『musicる TV』ミリオン連発音楽作家塾第2弾ソング |
| Burn!         | テレビ東京系『遊☆戯☆王ARC-V』オープニングテーマ             |